# فرنسوا بوير
فرنسوا بوير (بالفرنسية: François Boyer )‏ (و. 1920 – 2003 م) هو ممثل، وكاتب سيناريو، وكاتِب، ومخرج سينمائي، وممثل أفلام، من فرنسا، توفي في سن جرمن آن له، عن عمر يناهز 83 عاماً.

## التعليم
تعلم في المعهد العالي للدراسات السينمائية (باريس).

## وصلات خارجية
- فرنسوا بوير على موقع IMDb (الإنجليزية)
- فرنسوا بوير على موقع ألو سيني (الفرنسية)
- فرنسوا بوير على موقع أول موفي (الإنجليزية)
- فرنسوا بوير على موقع قاعدة بيانات الأفلام السويدية (السويدية)
- فرنسوا بوير على موقع قاعدة بيانات الفيلم (الإنجليزية)
- فرنسوا بوير على موقع كينوبويسك (الروسية)